# Opacha

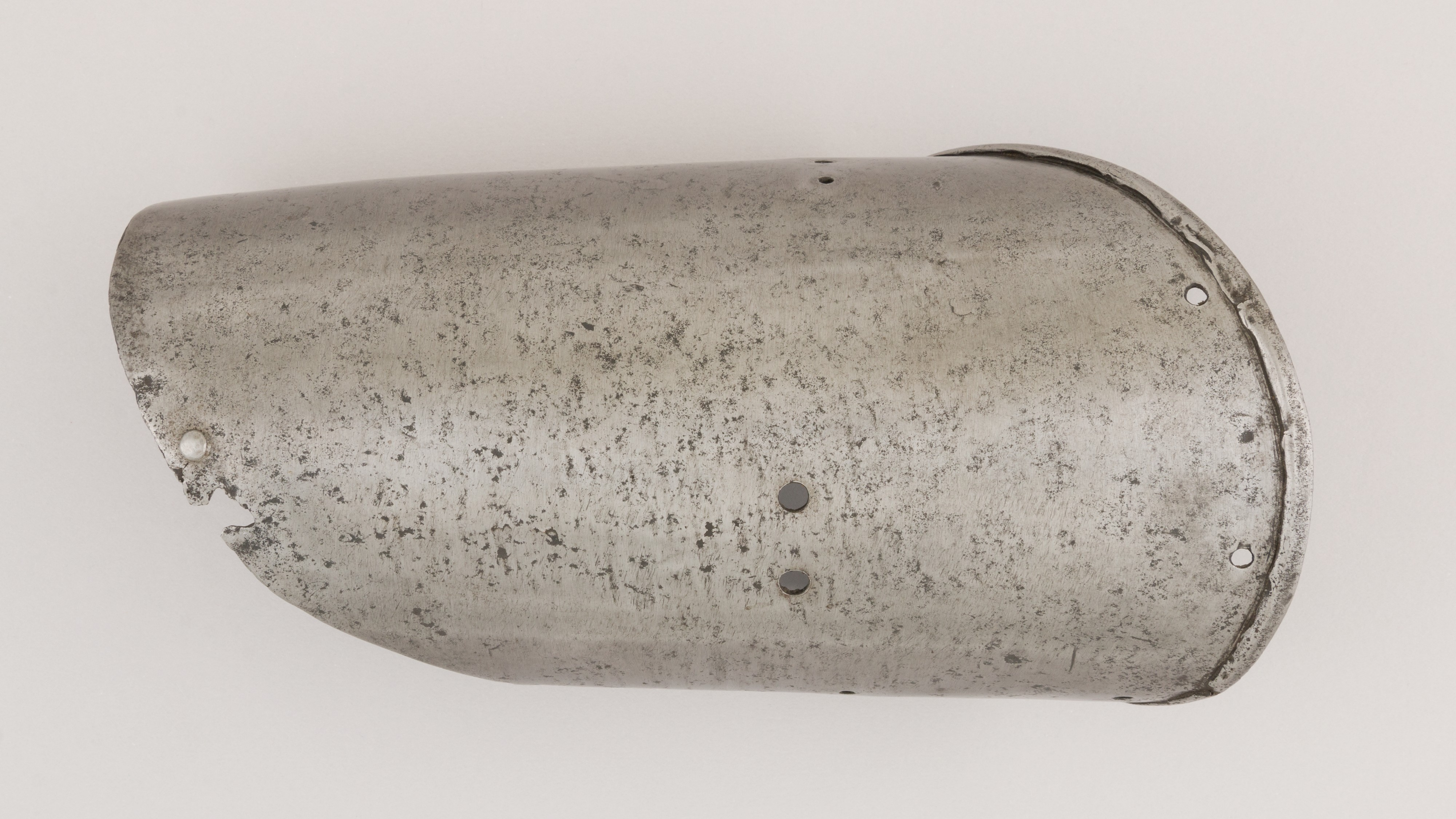
Opacha, XV w.

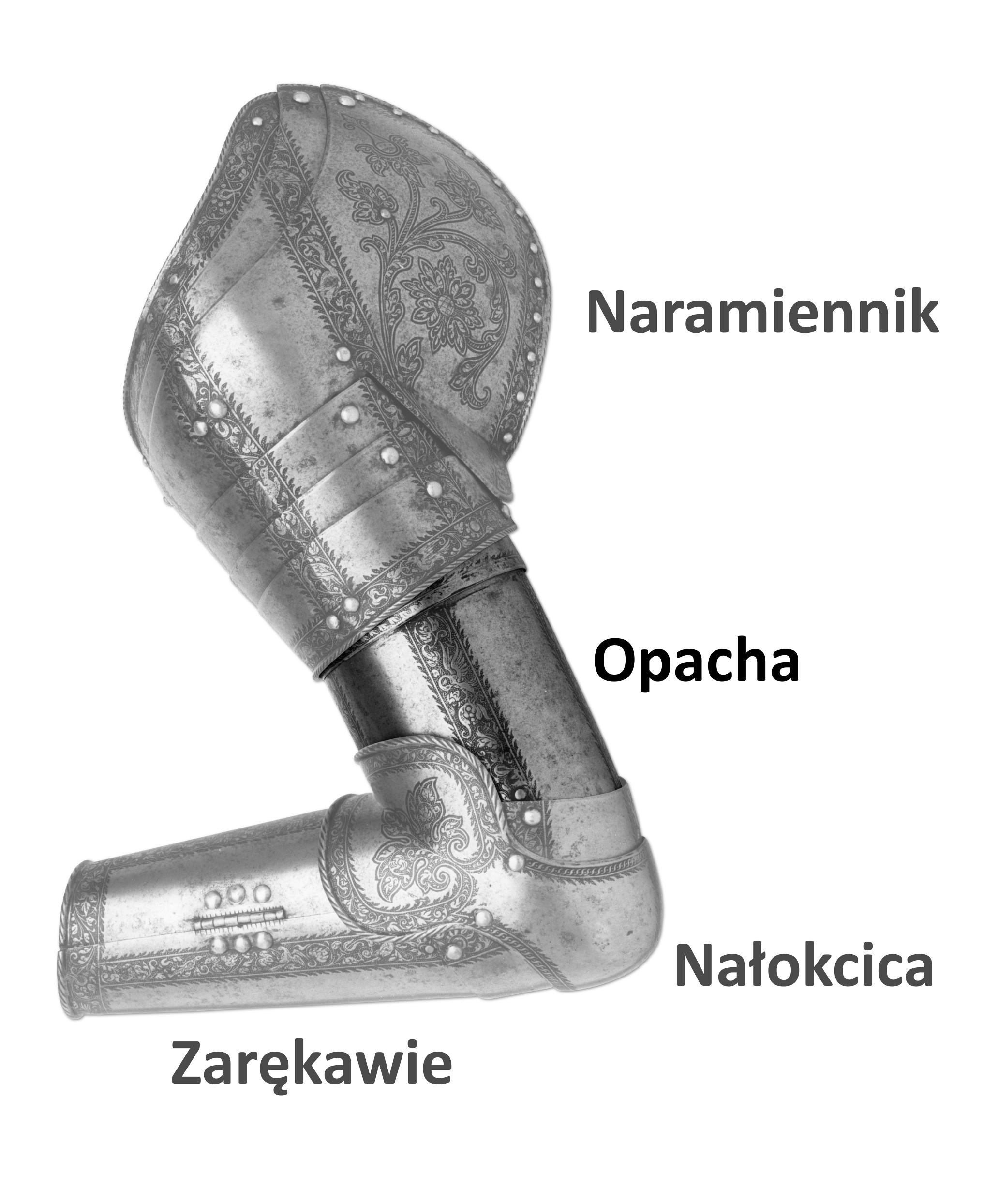
Opacha jako część naręczaka

Opacha – część zbroi płytowej, służąca do ochrony ręki od łokcia w górę. Wchodziła w skład naręczaka.
Pojawia się w połowie XIII w., w postaci płytki, przywiązywanej na wierzchu rękawa, jako wzmocnienie kolczugi.  W latach 1320. pojawiły się już bardziej zaawansowane formy w postaci wklęsłych blach ("rynien") otaczających ramiona, by z początkiem XV w. stać się częścią kompletnego naręczaka pełnej zbroi płytowej, a w drugiej jego połowie przyjąć ostateczną formę pancernej rury, chroniącej ramię (w przypadku najdroższych i najlepszych zbroi).